# François Poullain de La Barre
François Poullain de La Barre (* 1647 in Paris; † 1723 in Genf) war Schriftsteller, cartesianischer Philosoph und zeigte in seiner Philosophie für damalige Verhältnisse bereits fortschrittlich feministische Ansätze.

## Leben
Francois Poullain de la Barre wurde im Juli 1648 in Paris geboren. Seine Familie gehörte dem katholischen Bürgertum an und er folgte zunächst einem für seinen gesellschaftlichen Stand konventionellen Ausbildungsweg. Am 15. Juli 1663 erlangte er mit nur 15 Jahren den Titel „Maître ès Arts“. Direkt im Anschluss begann er das Theologiestudium an der Sorbonne, wo ihm eine klassische scholastische Ausbildung zuteilwurde. Den ersten Studienabschnitt schloss er im Jahre 1666, bereits nach drei Jahren ab, obwohl normalerweise fünf Jahre dafür vorgesehen waren. Es folgte eine Sinnkrise, die zur Abkehr von der Scholastik und dem Katholizismus führen sollte.
Im Jahre 1667 kam Poullain zum ersten Mal in Kontakt mit dem Cartesianismus. Descartes’ Philosophie war zu diesem Zeitpunkt ein beliebtes Thema in den Salons der Pariser Oberschicht. Private, außeruniversitäre Vorlesungen boten zumindest eine begrenzte Freiheit von institutioneller Zensur. Der Besuch dieser Veranstaltungen war ein wichtiger Aspekt von Poullains Sozialisation. Die Philosophie Descartes’ prägte fortan seine Arbeit.
Poullain verließ die Sorbonne, ohne sein Theologiestudium je mit einer Promotion abzuschließen. Sein Geld verdiente er in dieser Zeit als Sprachenlehrer an einer Pariser Schule. Ein 1672 anonym veröffentlichtes Schulbuch ist mittlerweile ihm zuzuordnen.
Im Zeitraum zwischen 1673 und 1675 verfasste Poullain drei Abhandlungen zur „Frauenfrage“, in denen er sich mittels Descartes’ Philosophie für die Gleichheit der Geschlechter einsetzt. Entgegen seiner Erwartung fanden seine Publikationen wenig Beachtung. Die ersten Ausgaben dieser Werke veröffentlichte er anonym.
Dies ist auf seine Abhängigkeit von den Institutionen Kirche und Akademie zurückzuführen, denn seine schriftstellerische Tätigkeit reichte nie zur Sicherung des Lebensunterhaltes aus. Im Jahre 1679 erfolgte – unterstützt durch Gabriel de Flexelles, der mit Poullain de la Barre verwandt war und eine einflussreiche Position in der Kirche innehielt – die ordentliche Priesterweihe Poullains. Daraufhin war er am Collège Fortet der Sorbonne in der Lehre tätig.
Ab Ende des Jahres 1680 war Poullain der kleinen Gemeinde La Flamengrie in der Pikardie zugeordnet. Dort wurde er Zeuge zunehmender Repression gegen die dort lebenden Protestanten. Im April 1685 wechselte er zur wesentlich kleineren und ärmeren Gemeinde von Versigny. Ob es sich dabei um eine Disziplinierungsmaßnahme handelte, ist nicht belegt. Am 18. Oktober 1685 wurde die Aufhebung des Édit de Nantes unterschrieben.
Etwa zweieinhalb Jahre später verließ er 1688 Versigny. Nach einem kurzen Aufenthalt in Paris ließ er sich in Genf nieder. In den gleichen Zeitraum fällt seine Konversion zum Protestantismus. In Genf verkehrte Poullain zudem überwiegend unter neuer Identität. Meist unterschrieb er mit F. P. de la Barre oder Delabarre. Dank einer guten Beurteilung durch den Bischof aus der frühen Phase in La Flamengrie und seiner Verbindung zur prominenten Familie Perdriau konnte er sich schnell in die Oberschicht der calvinistischen Republik integrieren. Trotz seiner, im Vergleich zu anderen Geflüchteten, privilegierten Position lebte Poullain zunächst in eher unsicheren Verhältnissen. Um sein Einkommen aufzubessern, gab er Französischunterricht im Kreise ausländischer Adliger und veröffentlichte im Jahre 1691 ein weiteres Französisch-Lehrbuch.
Im Jahre 1696 sah Poullain sich erneut mit intellektuellen Restriktionen konfrontiert. Die Genfer Behörden bezichtigten ihn des Sozinianismus, sprachen ihn aber einen Monat später von allen Ketzereivorwürfen frei. Diese Rufschädigung führte dennoch dazu, dass er weitere zehn Jahre auf die Berufung in eine offizielle Lehrposition in Genf warten musste. Erst im Jahre 1708 wurde er schließlich zum „regent de la seconde classe“ (etwa: Lehrer einer zehnten Klasse) am Collège de Genève ernannt. Dort musste er sich an einen calvinistischen Lehrplan halten. Als Autor blieb Poullain jedoch dem Cartesianismus verschrieben. In seiner letzten Publikation, die 1720 erschien, wendet er diesen in einer vergleichenden Betrachtung der römisch-katholischen Kirche und der protestantischen Lehre an.
Im Jahre 1716 wurde Poullain der Titel des „bourgeois de Genève“ angeboten, eine begehrte Auszeichnung, welche seine besonderen Dienste für die Stadt Genf ehrte. Er war seit dem 5. Januar 1690 mit Marie Ravier (1658–1742) verheiratet, das Paar hatte zwei Kinder, die Tochter Jeanne Charlotte Poulain de La Barre (1690–1746) und der Sohn
Jean Jaques Poulain de La Barre (1696–1751).
Francois Poullain de la Barre starb am 4. Mai 1723 in Genf.

## Philosophie
Poullains Werk ist stark beeinflusst von der Philosophie René Descartes’. Zunächst hegt er grundlegende Zweifel an der scholastischen Philosophie. Diese erscheint ihm als bloße Spekulation aufgrund einer Menge an Vorurteilen, für deren Schlüsse Autorität eine größere Rolle spielt als eine wissenschaftliche Methode. Daraus ergeben sich für Poullain zum Teil absurde Annahmen, die schon einfachster Überprüfung nicht standhalten. Seine Idee von Wissenschaft basiert auf der cartesianischen Trennung von Körper und Geist. Neben der körperlichen Existenz, die gottgegeben und demzufolge immer perfekt ist, zeichne den Menschen sein Bewusstsein aus, welches ihm erlaubt, über das rein mechanische Überleben hinaus zu erleben. Wie Descartes, geht Poullain also davon aus, dass Menschen dazu in der Lage sind, ihre Umwelt zu erkennen und zu beschreiben. Wissenschaft bedeutet für Poullain letztendlich nichts weiter, als die ernsthafte Anwendung dieser Fähigkeit. Wissen entstehe entsprechend durch die Erarbeitung klarer Begriffe.
Das Bewusstsein sei dem Menschen vorbehalten (und unterscheide ihn beispielsweise von Tieren) und darüber hinaus sei es das am gleichmäßigsten verteilte Gut unter allen Menschen. Es ist also maßgebliches Merkmal des Menschlichen an sich. Wissenschaft nach Poullains Verständnis ist also für alle Menschen gleichermaßen zugänglich und sie eröffnet ihnen zudem die Möglichkeit, sich durch die Schulung des Geistes von den scholastischen Verwirrungen zu emanzipieren. Diese egalitäre Auslegung der cartesianischen Lehre findet sich auch in seiner Vorstellung von Gesellschaft wieder, welche sich aus der Menschlichkeit des Individuums ergibt (nicht aus einem Set vorgegebener Rollen) und in der alle (von körperlichen Merkmalen unabhängig) prinzipiell jede soziale Position einnehmen können.
In den drei Abhandlungen zur „Frauenfrage“ ist der Cartesianismus Ausgangspunkt für eine feministische Kritik der bestehenden gesellschaftlichen Verhältnisse und der wissenschaftlichen Praxis seiner Zeit. Die natürliche Ungleichheit der Geschlechter hält Poullain für ein Vorurteil par excellence, welches es zu überwinden gilt, um Wissen zu ermöglichen. Der Geist habe kein Geschlecht. Als ursächlich für die bestehenden Ungleichheiten sieht er die Sozialisation im Sinne männlicher Herrschaft. Dazu positioniert sich Poullain strategisch, beispielsweise durch das Verfassen einer Geschichte des Patriarchats und der Erarbeitung von Ermächtigungsstrategien für Frauen. Im Mittelpunkt seines emanzipatorischen Projekts steht Bildung.

## Werk
Die erste bekannte Schrift Poullains ist ein Lehrbuch. Es wurde 1672 veröffentlicht. In Les Rapports de la langue latine avec la françoise pour traduire élégament et sans peine. Avec un recueil étymologique & methodique de cinq mille mots françois tirez immédiatement du latin gibt er Hilfestellungen zur Übersetzung von Latein in Französisch.

### Drei Abhandlungen zur „Frauenfrage“
In Frankreich gab es seit dem Mittelalter eine Debatte zur gesellschaftlichen Positionierung der Frauen, welche heute als „Querelle des femmes“ (Frauenfrage) bezeichnet wird. Poullain beteiligte sich mit drei aufeinander folgenden Abhandlungen daran. Darin verarbeitete er die cartesianische Philosophie entsprechend seinem Anliegen, auf eine absolute gesellschaftliche Gleichstellung der Geschlechter hinzuwirken. Die drei Bücher verfasste Poullain innerhalb von nur drei Jahren und veröffentlichte sie zunächst anonym.
Der erste Beitrag (Égalité), ist eine systematische Auseinandersetzung mit dem Patriarchat und ein daran anschließendes Plädoyer für die absolute Gleichstellung der Geschlechter. Das zweite Buch (Éducation) ist ein Leitfaden zu möglicher emanzipatorischer Praxis für Frauen. Die dritte Abhandlung (Excellence) ist eine Gegenüberstellung von Annahmen der Scholastik und Poullains eigener Argumente.
In dieser Zeit dominierte die Ansicht, es bestehe eine naturgegebene Ungleichheit der Geschlechter. Diese Annahme legten nicht nur Verfechter des Patriarchats ihren Argumentationen zu Grunde, sondern auch viele Autoren, die sich für eine verbesserte Position der Frau einsetzten. Poullain hingegen hielt dies für ein reines Vorurteil und entsprechende Untersuchungen folglich für haltlose Spekulation, deren Gültigkeit sich aus einem falschen Glauben an Sitte und Tradition ergab. Entsprechend seiner cartesianischen Herangehensweise hinterfragt Poullain in Égalité die natürliche Gültigkeit von Sitte und Tradition. Stattdessen identifiziert er Autorität und insbesondere männliche Vorherrschaft als ausschlaggebend. Zur Begründung liefert Poullain eine Geschichte des Patriarchats, in der er den Ursprung weiblicher Unterwerfung herzuleiten versucht. Dies kombiniert er mit einer Sozialisationstheorie, der zufolge der status quo durch ein Zusammenspiel von männlicher Dominanz und Internalisierungsprozessen zu erklären ist. Er folgert:
„Alles, was Männer über die Frauen geschrieben haben, muß verdächtig sein, denn sie sind zugleich Richter und Partei“.
Sowohl für seine Wissenschaftskritik als auch für seine Vision der absoluten Gleichheit der Geschlechter ist sein Glaube an das erkennende Subjekt und an die Kraft des Bewusstseins zentral. Die scholastische Wissenschaft ist für Poullain eine Verwirrung des Geistes, die Ungleichheit perpetuiert und Erkenntnis verhindert. Andererseits erlaube nur der Geist, dies zu erkennen und zu überwinden. Poullain setzt Descartes’ dualistische Trennung von Körper und Geist voraus. Naturgegeben seien ausschließlich körperliche Merkmale, die die mechanische Funktionsweise des Menschen (aber auch des Tiers), sein Überleben garantieren. Davon unabhängig zeichne der Geist (als das genuin Menschliche) jeden Menschen gleichsam aus. Daraus ergibt sich Poullains Auffassung von Geschlecht:
„Es ist unschwer festzustellen, daß der Unterschied der Geschlechter sich nur auf den Körper bezieht: im wesentlichen gibt es nur diesen einen Teil, der zur Fortpflanzung der Menschen dient; und da der Geist dazu nur seine Zustimmung geben braucht und er es bei allen auf die gleiche Weise tut, kann man schließen, daß er kein Geschlecht hat.“
Frauen seien also dazu fähig, jegliche gesellschaftliche Position einzunehmen. Allein ihre soziale Situation lasse sie schwächer erscheinen. Poullain stellt deshalb Bildung in den Mittelpunkt seines Anliegens. Seinen Erkenntnissen folgend räumt er den Männern diesbezüglich nur wenig Vertrauen ein. Stattdessen wendet er sich direkt an Frauen als aufgeklärtes Publikum, was zu seiner Zeit durchaus ungewöhnlich ist. In Éducation liefert Poullain ein Set an Werkzeugen zur Selbstermächtigung für Frauen. Er beginnt mit einer Einführung in die Philosophie Descartes’ und ermutigt zum Zweifel am status quo sowie zum Vertrauen in den eigenen Geist. Es folgen unter anderem Literaturempfehlungen sowie Überlegungen zu strategischem Handeln und zu Selbstschutzmaßnahmen in einer feindseligen Umgebung.
Im Vorwort kündigt Poullain an, eine äquivalente Abhandlung zur „Erziehung der Kinder“ zu verfassen. Dies setzte er aber nie in die Tat um. Der Abhandlung vorangestellt ist ein Brief Poullains an die Herzogin von Orléans, der Cousine des Königs Louis XIV, in dem er ihre Unterstützung ersucht.
Schon nach der Veröffentlichung von Égalité hatte Poullain eine kontroverse öffentliche Debatte erwartet und insbesondere aus dem scholastischen Lager mit starkem Gegenwind gerechnet. Stattdessen blieben seine Schriften weitgehend unbeachtet. Dem trägt Poullain in Excellence Rechnung. Indem er sich erneut eingehend mit den Prämissen der Scholastik auseinandersetzt, prüft er die eigene Argumentation auf Stichhaltigkeit. Dies umfasst auch eine alternative Bibelinterpretation.

### Spätwerk
Aus der Zeit in Genf sind zwei Werke Poullains bekannt, die im Zusammenhang erneuter intellektueller Restriktionen, diesmal von den protestantischen Autoritäten, und einer unsicheren Unterhaltssituation zu sehen sind. Essai des remarques particulières sur la langue françoise pour la ville de Genève, ein Lehrbuch über die korrekte Verwendung der französischen Sprache, steht in Verbindung mit seiner Tätigkeit als Französischlehrer und der Suche nach Festanstellung.
In La Doctrine des protestants sur la liberté de lire l'Ecriture Sainte, le Service Divin en langue entendu, l'Invocation des Saints, le Sacrement de l'Eucharistie. Justifiée par le MISSEL ROMAIN et par des Réflexions sur chaque Point. Avec un Commentaire philosophique sur ses Paroles de JESUS CHRIST, Ceci est mon corp, Ceci est mon sang, Matth. Chap. XXVI, v. 26, einer Reflexion über die Unterschiede zwischen Katholischer Kirche und protestantischer Lehre, weitet er seine cartesianische Herangehensweise auf Glaubensfragen aus und nähert die Konfessionen einander an. Die Stadt Genf reagierte mit Missbilligung.

## Rezeption
Poullains Werk stützt sich auf eine ganze Reihe feministischer Autorinnen. Er frequentierte die Salons der so genannten Precieuses. Diese Orte wurden von Frauen aus der Pariser Oberschicht geführt, die sich gegen die Fremddefinition ihres Geschlechts wandten und insbesondere auf Bildung bedacht waren. Marie Le Jars de Gournay (Égalité des hommes et des femmes, 1622) war eine einflussreiche Autorin aus diesem Kreis. Von ihr übernimmt Poullain den Ruf nach absoluter Gleichberechtigung der Geschlechter und das Argument, die Seele sei unbeeinflusst von der Physis und daher geschlechtslos, welches ihrer Forderung nach Bildung zugrunde liegt. Bei der Kritik an der Autorität von antiker Philosophie und Kirche baut Poullain auf Christine de Pizan (City of Ladies, 1405). Diese inspiriert auch seinen Versuch, in seiner Arbeit vom eigenen Stand zu abstrahieren.
Manchmal wird Poullains Werk auch als kritische Reaktion auf Molières Parodien auf die Precieuses (Les femmes savantes, 1672; Les Précieuses ridicules, 1659) interpretiert.
In Frankreich wurde Poullains Werk, insbesondere Égalité, bis zum Ende des 17. Jahrhunderts mehrfach neu aufgelegt. Seine Ideen blieben allerdings weitgehend unbeachtet. Erst Anfang des 20. Jahrhunderts wurde wieder Bezug auf seine Schriften genommen. Simone de Beauvoir stellt ihrem Buch Le deuxième sexe (1949) ein Zitat Poullains voran. Eine vergleichsweise größere Bedeutung erlangten Poullains Ideen im Großbritannien des 18. und 19. Jahrhunderts, wobei sein Name selten Erwähnung findet. Die Veröffentlichung seiner Texte fand meist in Form von Plagiaten statt.
Die Prominenz der Gegenpositionen in Excellence wurden zunächst überwiegend als ein Einlenken Poullains missgedeutet und auch später noch als Bruch in seiner Arbeit gelesen. Aus dem Vorwort und den abschließenden Anmerkungen geht hingegen hervor, dass Poullain nicht von seinem emanzipatorischen Anliegen abweicht.

## Werke
- Les Rapports de la langue latine avec la françoise pour traduire élégament et sans peine. Avec un recueil étymologique & methodique de cinq mille mots françois tirez immédiatement du latin, C. Thibout, Paris, 1672
- De l'Égalité des deux sexes, discours physique et moral où l'on voit l'importance de se défaire des préjugés, Jean du Puis, Paris, 1673
- De l'Éducation des dames pour la conduite de l'esprit dans les sciences et dans les mœurs, entretiens, Jean du Puis, Paris, 1674
- De l'Excellence des hommes contre l'égalité des sexes, Jean du Puis, Paris, 1675
- Essai des remarques particulières sur la langue françoise pour la ville de Genève, Genf, 1691
- La Doctrine des protestants sur la liberté de lire l'Ecriture Sainte, le Service Divin en langue entendu, l'Invocation des Saints, le Sacrement de l'Eucharistie. Justifiée par le MISSEL ROMAIN et par des Réflexions sur chaque Point. Avec un Commentaire philosophique sur ses Paroles de JESUS CHRIST, Ceci est mon corp, Ceci est mon sang, Matth. Chap. XXVI, v. 26, Fabri & Barrillot, Genf, 1720

### Werke online
- De l’Éducation des dames pour la conduite de l’esprit dans les sciences et dans les mœurs, Paris, J. Du Puis, 1674
- De l’Égalité des deux sexes, discours physique et moral où l’on voit l’importance de se défaire des préjugez, Paris, J. Du Puis, 1676
- De l’Excellence des hommes contre l’égalité des sexes Paris, J. Du Puis, 1675